# Île Mintunikus Misaupinanuch
Île Mintunikus Misaupinanuch ist eine Insel im Süden des Lac Mistassini in der kanadischen Provinz Québec. Sie bildet den Zentralberg und ist der einzige an der Oberfläche sichtbare Teil eines Impaktkraters, der als Île Rouleau bekannt ist. 

## Lage
Die Insel befindet sich 1,37 km westlich der größeren Insel Île Manitounouc. Die Insel weist eine Längsausdehnung in Nord-Süd-Richtung von 1,42 km sowie eine maximale Breite von 950 m. Die 69 ha große Insel besitzt eine etwa 410 m hohe Erhebung. Der Lac Mistassini liegt auf einer Höhe von 372 m.

## Einschlagkrater
Die Insel bildet den Zentralberg eines Impaktkraters. Der Durchmesser des Kraters beträgt etwa 4 km. Das Alter des Meteoriteneinschlags wird auf weniger als 300 Millionen Jahre geschätzt und liegt somit im Perm-Zeitalter.